# Kiwi roa
Apteryx haastii
Pour les articles homonymes, voir Kiwi (homonymie) et Roa.
Espèce
Répartition géographique
Statut de conservation UICN

 VU A2e+3e+4e : Vulnérable
 A2be+3be 
Le Kiwi roa (Apteryx maxima, anciennement Apteryx haastii) est une espèce d'oiseaux de la famille des Apterygidae. C'est le plus grand des kiwis, mesurant environ 45 cm pour 3,3 kg. Comme tous les autres ratites, il ne vole pas. Son plumage est gris-brun avec des bandes plus claires. La femelle pond un seul œuf qui est couvé par les deux parents.
Le Kiwi roa vit dans l'ouest de la Nouvelle-Zélande. On estime le nombre de Kiwis roa à un peu plus de 20 000 individus.

## Systématique et taxinomie
Aucune sous-espèce n'est reconnue,.